# Dronkenborre
Dronkenborre is een natuurgebied in de Belgische gemeente Ternat, meer bepaald in de deelgemeente Wambeek. Het gebied wordt beheerd door Natuurpunt en is gelegen in de vallei van de Molenbeek ten zuiden van de spoorlijn Gent-Brussel.

## Geschiedenis
De naam Dronkenborre is afkomstig van Verdronken Borre, wat verstopte of verdronken bron betekent. Op oudere kaarten, waaronder de Ferrariskaarten (1771 - 1778), is duidelijk te zien dat gebied een overblijfsel is van een aaneenschakeling van vijver- en bosgebieden.
Op 20 februari 2008 werden door de terreinploeg van Natuurpunt een 10-tal populieren gekapt. De bomen waren meer dan 40 jaar oud en kaprijp en vormden een bedreiging voor de aanpalende huizen en tuinen. De vrijgekomen plaats werd beplant met zwarte els en inheemse struiken.

## Algemene info
Dronkenborre is een bebost gebied gelegen in de vallei van de Molenbeek niet ver van het hoger gelegen Doornveld en een oude steenbakkerij die momenteel gebruikt wordt al containerpark van Ternat. Via de sterk begroeide spoorwegberm die een vrij grote variatie aan plantengroei herbergt, bestaat er een verbinding tussen het Dronkenborrebos en het gemeentelijk reservaat Kouterbroeken.
Het gebied is vrij toegankelijk op de paden.

## Flora
Het gebied bestaat bestaat voornamelijk uit Elzenbronbos met een rijke voorjaarsflora: verspreidbladige en paarbladige goudveil, dotterbloem, slanke sleutelbloem, bosanemoon, muskuskruid, speenkruid en moerasstreepzaad. Het gebied is op verschillende plaatsen sterk verruigd door inspoeling van meststoffen uit hoger gelegen landbouwpercelen.